# Protéine transmembranaire

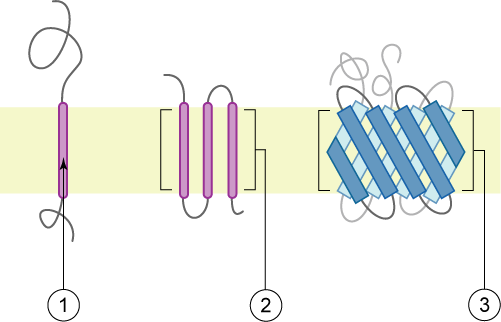
Schémas de trois types de protéines transmembranaires. La membrane est représentée en jaune.

Une protéine transmembranaire est une protéine membranaire qui traverse la bicouche lipidique de la membrane plasmique. Les protéines transmembranaires se retrouvent donc en contact avec le milieu extracellulaire, la bicouche de phosphoglycérolipides de la membrane ainsi que le cytosol. 
Les protéines transmembranaires sont amphipatiques, c'est-à-dire que leurs structures sont à la fois composées d'acides aminés de nature hydrophile et hydrophobe. Leurs régions hydrophobes se retrouvent donc à l'intérieur de la bicouche lipidique, où se trouvent les queues hydrocarbonées hydrophobes des phosphoglycérolipides. Leurs régions hydrophiles, quant à elles, se trouvent des deux côtés de la membrane où il y a de l'eau.

## Fonctions
Les protéines transmembranaires occupent diverses fonctions cruciales à la survie de la cellule : 
- Transport transmembranaire pour faciliter le transport d'une molécule comme c'est le cas pour les protéines transporteur de glucose qui sont essentiels au métabolisme cellulaire[2];
- Communication avec le milieu extracellulaire. Par transduction de signal ou par reconnaissance cellulaire par exemple[3];
- Adhérence intercellulaire par des jonctions communicantes ou de jonctions serrées qui permettent de créer des tissus et d'assurer la communication des cellules à travers celui-ci[3];
- Fixation au cytosquelette et à la matrice extracellulaire qui permet le maintien de la structure cellulaire[4].

## Structure
Les protéines transmembranaires ou intrinsèques sont composées de segments de 20 à 30 acides aminés hydrophobes et s'organisent le plus souvent en des structures d'hélice alpha. 
Plusieurs contraintes structurales sont imposées aux protéines de cette classe, principalement à cause du contact avec trois milieux de composition physico-chimique différente. En effet, le pouvoir réducteur du milieu intracellulaire est tel que les ponts disulfures ne peuvent exister dans la portion cytoplasmique de la protéine. Ce pouvoir réducteur est conféré par la présence de glutathion, absent du milieu extracellulaire, qui brise les ponts disulfures qui pourraient se former entre deux cystéines. Dans le milieu extracellulaire, les ponts disulfures sont possibles et servent à stabiliser la structure de la partie extracellulaire.
La partie extracellulaire possède souvent des molécules de sucre complexes ajoutées par glycosylation, une modification post-traductionnelle de la protéine qui s'opère dans le réticulum endoplasmique et l’appareil de Golgi.